# Битва при Бенавенте
Битва при Бенавенте (29 декабря 1808 г.) была кавалерийским столкновением, в котором британская кавалерия лорда Пэджета победила элитных шассёров французской имперской гвардии при отступлении британцев к Ла-Корунье во время Пиренейской войны. Французские егеря были разбиты и загнаны в реку Эсла; их командир генерал Лефевр-Денуэтт был взят в плен. Сражение стало первым крупным столкновением во время отступления британской армии к побережью для эвакуации Королевским военно-морским флотом.

## Предыстория

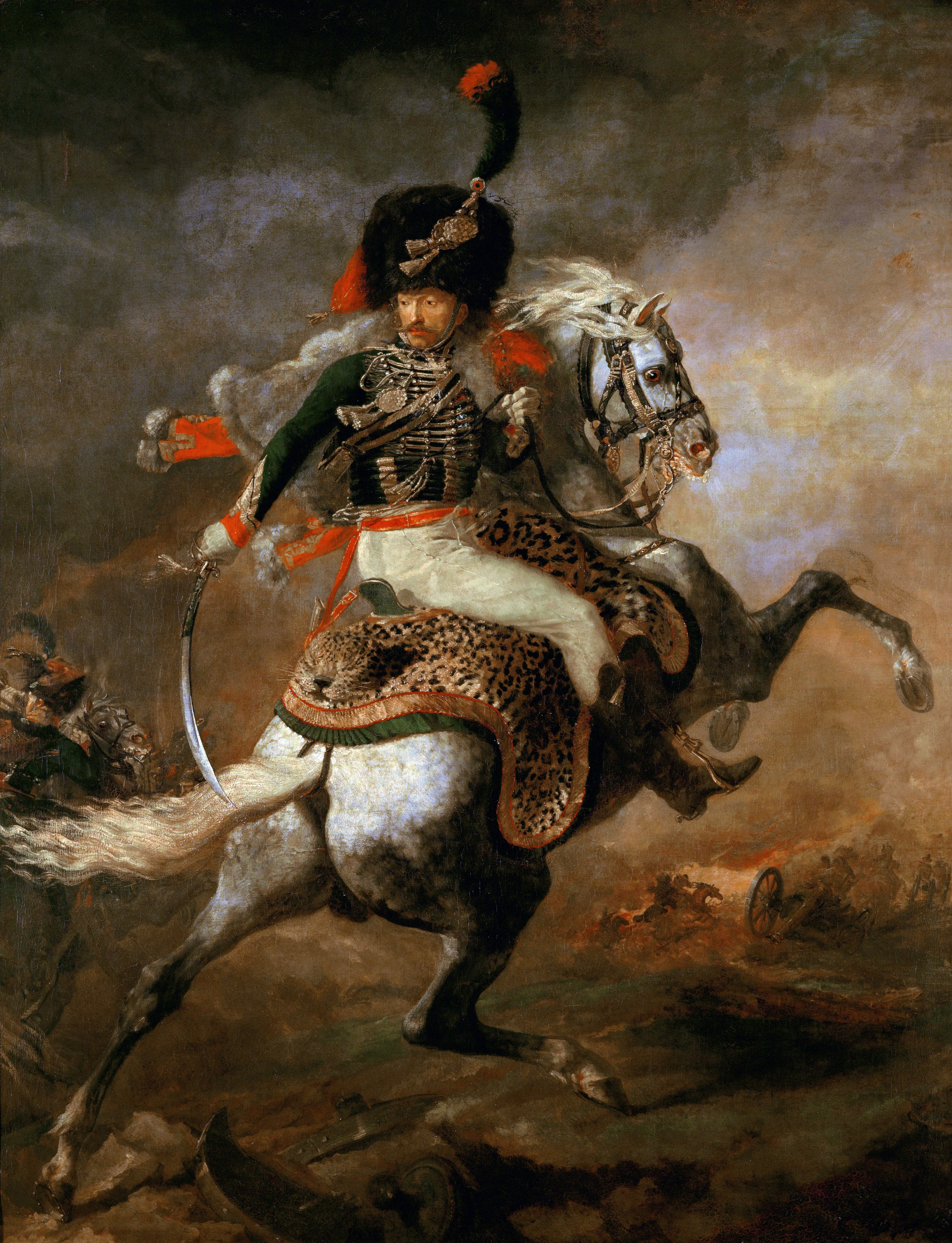
Гвардейский шассёрский офицер, Теодор Жерико, ок. 1812

Сэр Джон Мур привёл британскую армию в северо-западную Испанию, чтобы помочь испанцам в их борьбе против французской оккупации. Однако осенью Наполеон лично вошёл в Испанию во главе большой армии, чтобы отстоять французские завоевания. Это, вместе со сдачей Мадрида французам, сделало положение британской армии весьма шатким. Британская армия начала отступление, преследуемая основной французской армией во главе с Наполеоном; кавалерия под командованием лорда Пэджета выполняла роль прикрытия. 25 декабря 10-й гусарский полк взял в плен 100 вражеских кавалеристов, а 27 декабря 18-й гусарский подвергся нападению не менее шести раз, и каждый раз они успешно отбивали атаки противника. 28-го британская конница действовала в качестве арьергарда, размещённого на реке Эсла, прикрывая отход армии в Асторгу.

## Силы сторон

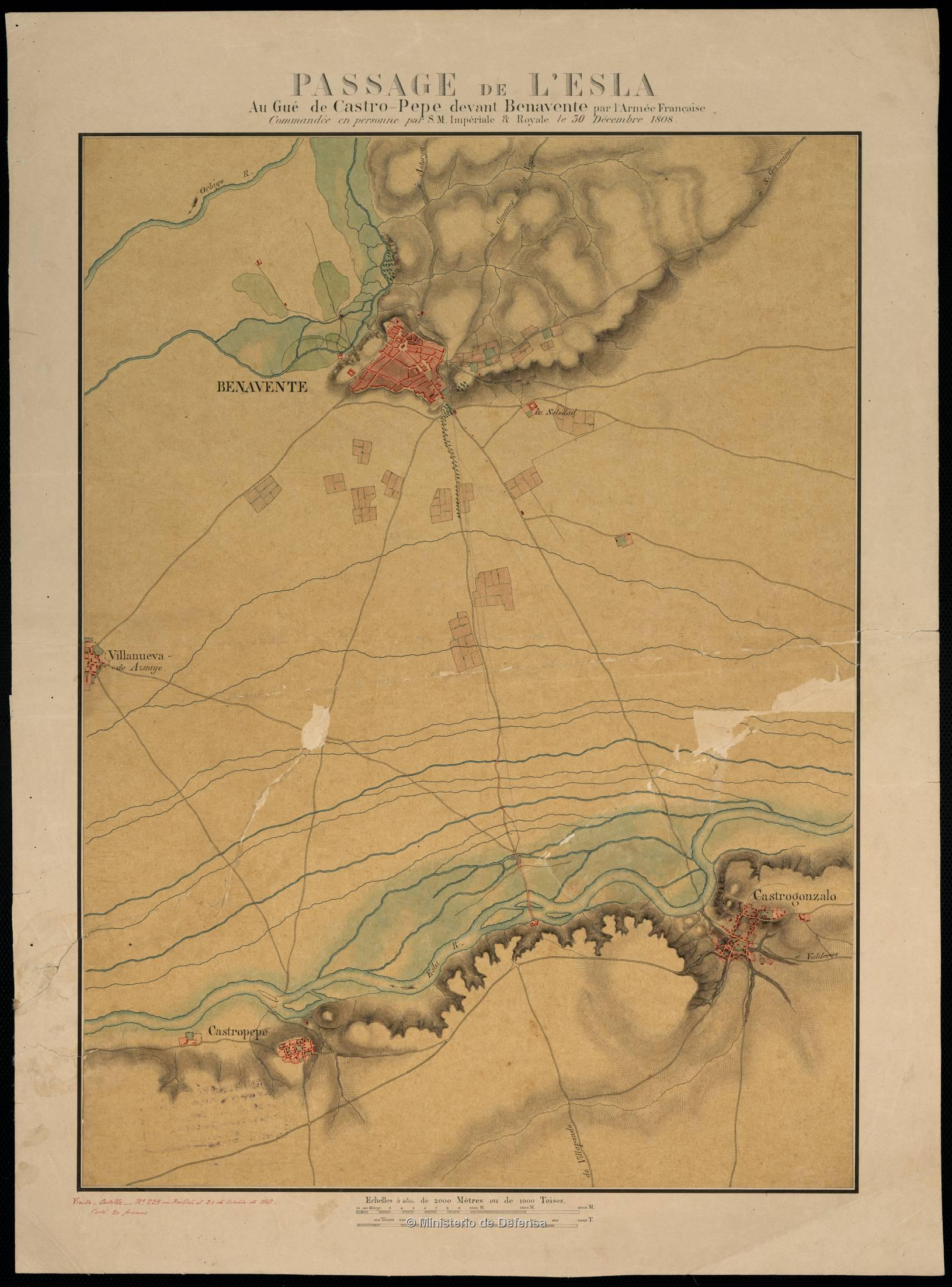
Копия французской карты 1808 года, на которой показано относительное положение рек Эсла, Бенавенте и Кастрогонсало.

Французские войска состояли из четырёх эскадронов шассёров Императорской гвардии, а также некоторого числа мамлюков Императорской гвардии.
Британские войска были взяты из бригад Джона Слейда: 10-й и 18-й гусарские полки, а также войска Чарльз Стюарт (позже взявший фамилию Уэйн): пикеты 7-го гусарского полка и 3-го гусарского полка Королевского германского легиона (КГЛ).

## Битва

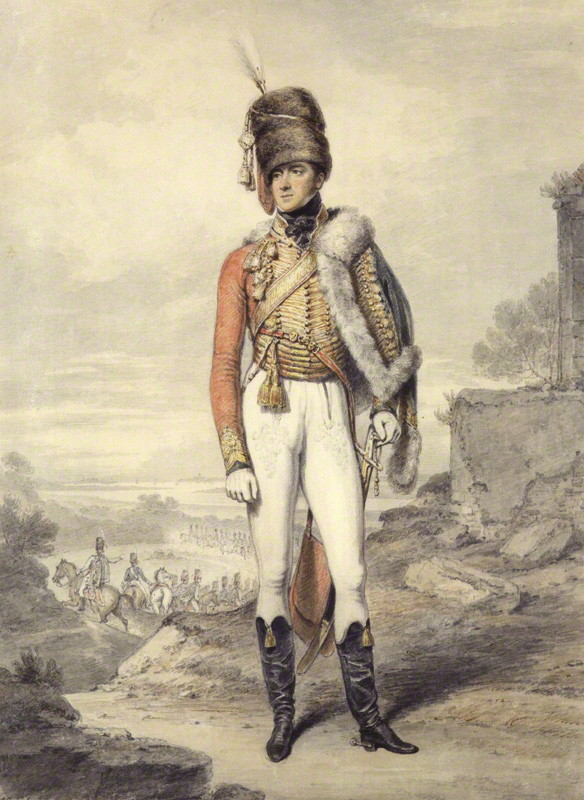
Генри, лорд Пэджет, командующий британской кавалерией

Отдаленные пикеты британской кавалерии располагались вдоль западного берега реки Эсла, которая сильно поднялась после дождя. Мост в Кастрогонсало был уничтожен британскими инженерами рано утром 29-го, и только около 9:00 утра Лефевр-Денуэтт, любимец Наполеона, смог переправиться через реку с тремя эскадронами шассёров и небольшим отрядом мамлюков. Французы вытеснили отдалённые пикеты британской кавалерии ближе к основным пикетам, которыми командовал Лофтус Отуэй (18-й гусарский полк). Отуэй атаковал, несмотря на малые шансы на удачу, но был отброшен на 3 километра в сторону города Бенавенте. Там, где их фланги были прикрыты стенами, англичане, к которым на помощь прибыл эскадрон 3-го гусарского полка КГЛ и которые теперь находились под командованием бригадного генерала Стюарта, начали контратаку. Французы, хотя и временно отброшенные назад, превосходили британцев по численности и вынудили британских гусар отступить ещё раз, почти до Бенавенте. Стюарт знал, что таким образом он затягивает французов к Пэджету и значительному числу британских войск.

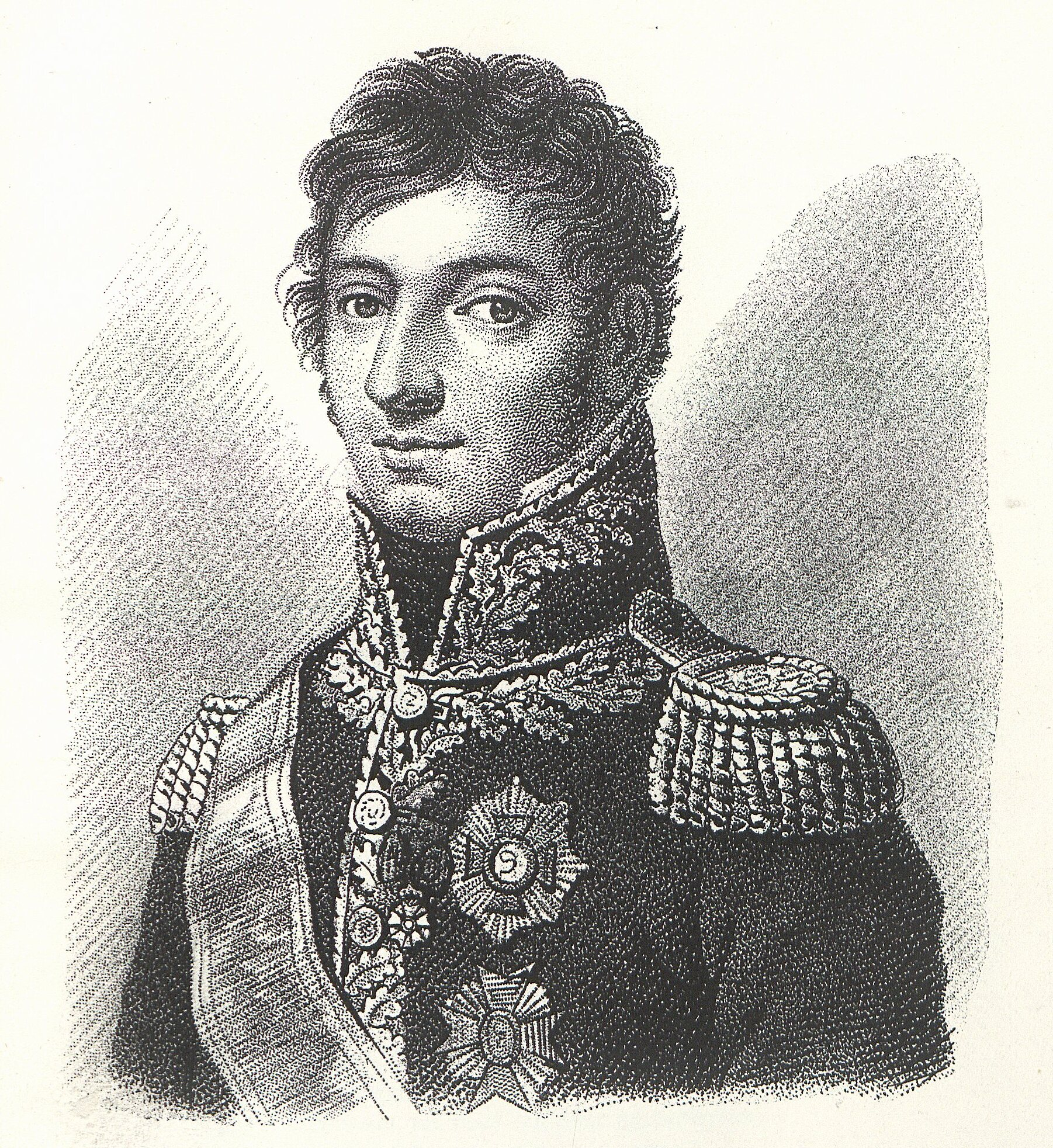
Генерал Лефевр-Денуэтт.

Французы уже было одержали верх в борьбе и готовились нанести окончательный удар, когда лорд Пэджет вмешался в бой. Он провёл 10-й гусарский полк, поддерживаемый несколькими эскадронами 18-го, вокруг южной окраины Бенавенте. Пэджету удалось скрывать свои войска от французов до тех пор, пока он не атаковал их левый фланг. Британские мечи, часто притуплённые железными ножнами, в этом случае были весьма острыми. Очевидец писал, что сам видел, как руки французских солдат легко отрезались, «как берлинские сосиски». Другие французские солдаты были убиты ударами в голову, которые рассекали её до подбородка.

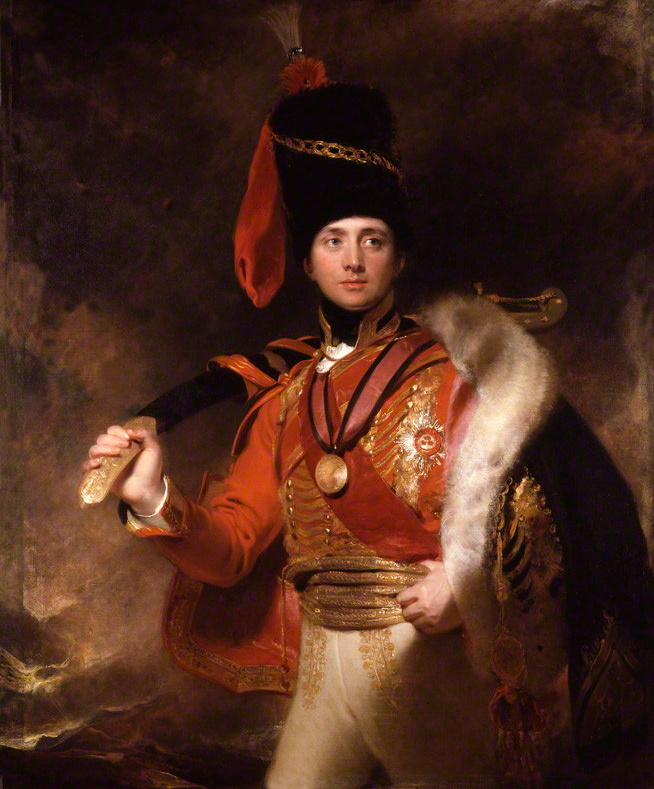
Бригадный генерал Чарльз Стюарт

Французы с боем отошли обратно к реке, хотя их эскадроны были в конечном итоге разбиты. Шассёров заставили переправиться через реку обратно, а тех, кто остался на западном берегу, либо убили, либо взяли в плен. Лошадь Лефевр-Денуэтта была ранена, и он не смог пересечь реку; он был взят в плен либо Леви Грисдейлом из 10-го гусарского, либо Иоганном Бергманном из КГЛ; единого мнения на этот счёт нет. Когда шассёры переплывали со своими лошадьми через реку, британские солдаты открыли по ним огонь из своих карабинов и пистолетов. Французская кавалерия вновь построилась на другой стороне реки и открыла по англичанам огонь из карабинов, однако ответный огонь британской конной артиллерии быстро их рассеял.

## Итог
Победа над элитой французской лёгкой кавалерии подняла дух британских гусаров; это подчеркнуло моральное превосходство, которое они достигли над французской кавалерией в более ранней битве при Саагуне. Однако отступление британской армии продолжалось. Наполеон наблюдал за происходящим с высоты, возвышающейся над рекой; его реакция была довольно сдержанной. В тот вечер Лефевр-Денуэтт, получивший поверхностное ранение в голову, был принят за столом британского главнокомандующего сэра Джона Мура; Мур дал ему свой меч взамен отобранного при пленении. Французский генерал был заключён в тюрьму в Англии и впоследствии, воспользовавшись своим условным освобождением — непростительный грех, согласно английскому общественному мнению — сбежал обратно во Францию, после чего Наполеон снова поставил его во главе шассёров.